# Ruski muzej fotografije
Ruski muzej fotografije (rus. Ру́сский музе́й фотогра́фии) u Nižnjem Novgorodu - državna kulturna ustanova Nižnjenovgorodske oblasti. U muzeju se nalazi velika kolekcija fotografske opreme, literature, fotografija 19. i 20. stoljeća, u njemu se odvijaju događaji od međunarodne važnosti poput Volžskog bijenala, festivala Svetopis, a također Nižegorodski oblasni festival fotografije. Od 2007. do 2010. ovdje se održavao godišnji Ruski fotografski festival mladeži.
Pri Ruskom muzeju fotografije djeluje "Nižegorodska fotoškola" u kojoj vodeći ruski i strani stručnjaci drže predavanja iz fotografije.

## Zgrada muzeja
Ruski muzej fotografije se nalazi u zgradi sagrađenoj u 19. stoljeću. Upravo su u toj zgradi radili svjetski poznati fotografi Andrej Karelin (1837. – 1906.) - utemeljitelj umjetničke fotografije, i Maksim Dmitrijev (1858. – 1948.) - osnivač publicističke fotografije. Na prvom katu zgrade nalazio se fotografski atelje, koji je bio posebno za to projektiran i sagrađen. Da bi bilo više svjetla, jedan od zidova ateljea na uličnoj strani je bio od stakla. Na drugom katu živjela je obitelj Maksima Dmitrijeva, a u prizemlju se nalazila njegova fototipija. U kući broj 9 u ulici Osipnaja (kasnije Malaja Pečorskaja, sada ulica Piskunova) krajem 19. stoljeća boravili su mnogi poznati ljudi različitih profesija i staleža.
O tome govore uspomene slikara Fjodora Bogorodskog:
"On (fotografski atelje) zauzimao je cijeli prvi kat bijele kuće od kamena... Na svim zidovima kod ulaza i stuba od lijevanog željeza nalazile su se fotografije koje su prikazivale život i svakodnevicu Nižnjeg Novgoroda. Gotovo nasuprot ove kuće nalazila se specijalna drvena vitrina s ogromnim glačanim staklom. Ta je vitrina bila vrlo popularna, oko nje su se uvijek tiskali gledatelji. Ovdje su se mogle vidjeti fotografije A.M. Gorkog s F.I. Šaljapinom, V.G. Koroljenka, P.I. Meljnjikova-Pečorskog, drugih kulturnih radnika i umjetnika."

## Izlošci
Bez obzira na godine postojanja, muzej čuva u svojim fondovima više od 175 tisuća izložaka: fotografije, dagerotipije, negative, fotografije na staklu i porculanu, fotoaparate, aparate za povećavanje fotografija (engl. enlarger), fotoalbume, medalje, pisma, osobne stvari poznatih fotografa (počevši od 1870. godine do danas).
U prizemlju se nalazi povijesna izložba. Ovdje su predstavljene izvanredne fotografije ne samo Andreja Karelina i Maksima Dmitrijeva, no i njihovih suvremenika: M. Hripkova, M. Gagajeva, I. Ivanova, D. Lejbovskog i drugih. Na mnogim izloženim fotografijama može se vidjeti Nižnji Novgorod na granici 19. i 20. stoljeća, Nižegorodski sajam i Sveruska umjetničko-industrijska izložba iz 1896. godine. Uz starinske fotoaparate u obliku drvenih sanduka, s objektivom predviđenih za staklene negative, predstavljene su također savršenije kamere proizvođača Agfa, Zeiss Ikon, Goerz, Voigtländer, aparati legendarnih proizvođača Kodak, poznata Leica.
Ovdje se nalaze sovjetski fotoaparati 20. stoljeća, npr. drveni putnički fotoaparat koji je pripadao M. Dmitrijevu. Veličina kadra te kamere iznosi 45х55 cm, a teži, zajedno s objektivom, oko 100 kg.
U izložbenoj dvorani nalazi se stalna postavka stereofotografije i holograma.
Na prvom katu muzeja nalazi se dvorana u kojoj se održavaju izložbe suvremenih ruskih i stranih fotografa.